# 超激动剂

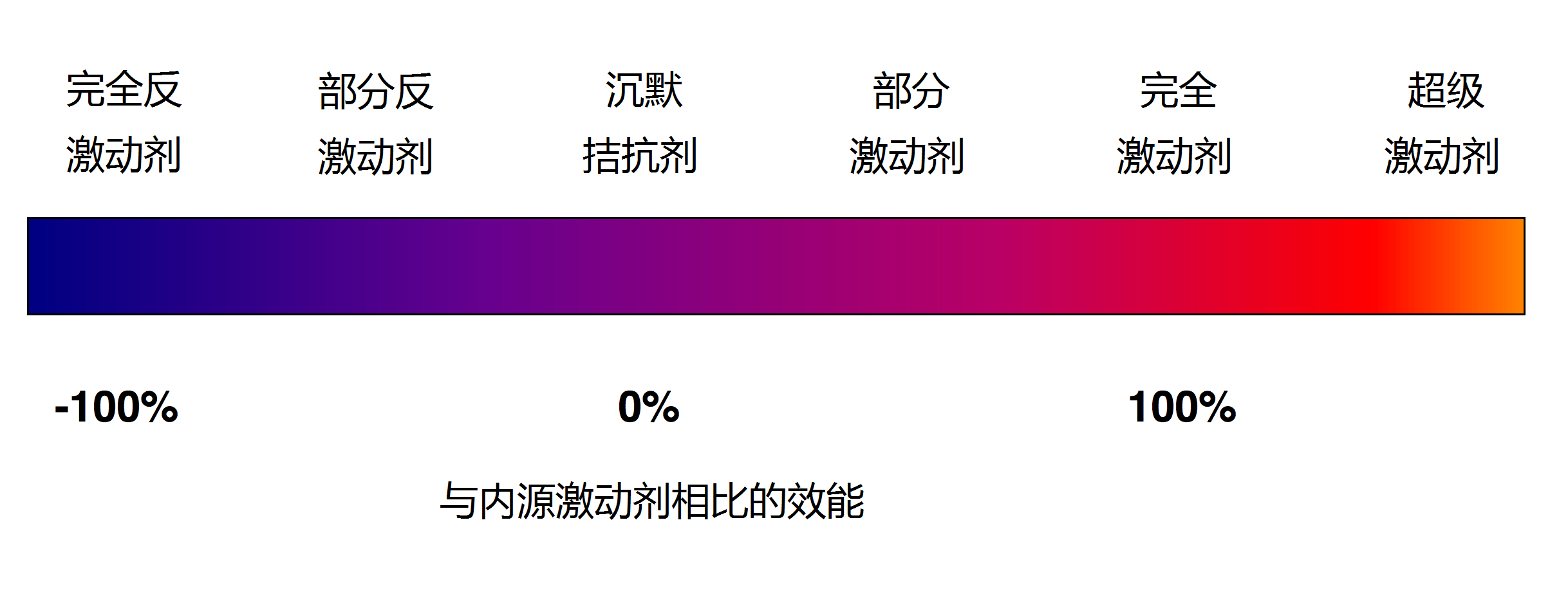
激动剂对受体的效能

超级激动剂（英語：superagonist）在药理学中是指一种能作用于受体的激动剂，它产生的最大反应比内源激动剂更大。因此超级激动剂的内在活性大于100%。例如戈舍瑞林就是一种促性腺激素释放激素受体的超级激动剂。